# Mount Gabb
Der Mount Gabb ist ein 4190 m hoher Berg in der Sierra Nevada im Bundesstaat Kalifornien der Vereinigten Staaten. Er liegt im Fresno County in der John Muir Wilderness. Der Berg ist nach dem US-amerikanischen Paläontologen William More Gabb benannt und wurde im Jahr 1917 von H. H. Bliss und A. L. Jordan erstbestiegen.

## Umgebung
Im Norden und Süden liegen zwei Täler, mit dem Mills Creek, der in den einige Kilometer entfernten Lake Thomas A Edison mündet, im Norden und dem Lake Italy im Süden. Gipfel in der Umgebung sind der Mount Mills im Nordosten, der Mount Abbot und Mount Dade im Osten, der Bear Creek Spire und Mount Julius Caesar im Südosten, der Mount Hilgard im Südwesten und der Recess Peak im Nordwesten. Die Dominanz beträgt etwa 6,88 km, der Berg ist also die höchste Erhebung im Umkreis von 6,88 km. Er wird überragt von dem ostnordöstlich liegenden Mount Morgan.